# Шкурат, Оксана Юрьевна
Оксана Юрьевна Шкурат (укр. Оксана Юріївна Шкурат; род. 30 июля 1993, Сумы) — украинская легкоатлетка, специалистка по барьерному бегу. Выступала на профессиональном уровне в 2011—2021 годах, обладательница бронзовой медали чемпионата Балкан, серебряная и бронзовая призёрка чемпионатов Украины, победительница Кубка Украины, участница летних Олимпийских игр в Рио-де-Жанейро.

## Биография
Оксана Шкурат родилась 30 июля 1993 года в Сумах, Украина. Занималась лёгкой атлетикой в сумской Специализированной детско-юношеской спортивной школе олимпийского резерва, проходила подготовку под руководством тренеров Алексея Александровича и Елены Ивановны Сердюченко. Выпускница учётно-финансового факультета Украинской академии банковского дела.
Впервые заявила о себе в сезоне 2011 года, выступив в беге на 60 метров с барьерами на зимнем Кубке Украины в Запорожье. В последующие годы регулярно стартовала на крупнейших соревнованиях национального уровня.
В 2014 году среди прочего выиграла бронзовую медаль в беге на 100 метров с барьерами на чемпионате Украины в Кировограде.
В 2015 году стала бронзовой призёркой на зимнем чемпионате Украины в Сумах, установив при этом свой личный рекорд в барьерном беге на 60 метров — 8,33. На летнем чемпионате Украины в Кировограде взяла бронзу в барьерном беге на 100 метров.
В 2016 году завоевала бронзовую награду на чемпионате Украины в Луцке, тогда как на соревнованиях в Киеве установила личный рекорд в 100-метровом барьерном беге — 13,22. Благодаря череде успешных выступлений удостоилась права защищать честь страны на летних Олимпийских играх в Рио-де-Жанейро — в ходе предварительного квалификационного этапа бега на 100 метров с барьерами повторила личный рекорд (13,22), но этого оказалось недостаточно для выхода в полуфинальную стадию соревнований.
В 2017 году выиграла зимний Кубок Украины в Киеве, Кубок Дружбы в Ужгороде, получила серебро на летнем чемпионате Украины в Луцке, выиграла бронзовую медаль на чемпионате Балкан в Правеце.
Завершила спортивную карьеру по окончании сезона 2021 года.